# Pommeret
Pommeret é uma comuna francesa na região administrativa da Bretanha, no departamento Côtes-d'Armor. Estende-se por uma área de 13,35 km². Em 2010 a comuna tinha 2 105 habitantes (densidade: 157,7 hab./km²).